# Красуцький Мар'ян Іванович
Мар'я́н Іва́нович Красу́цький (5 січня 1943, село Воскодавинці Красилівського району Хмельницької області — 30 серпня 2022, Кам'янець-Подільський) — український журналіст, письменник, публіцист. Заслужений журналіст України (1994). Член Національної спілки журналістів України. Член Національної спілки письменників України. Журналістський псевдонім — М. Кравченко.

## Біографічні відомості
Народився 5 січня 1943 року в селі Воскодавинці на Хмельниччині у багатодітній родині. Після закінчення середньої школи працював на новобудовах Донбасу. 1978 року закінчив філологічний факультет Вінницького педагогічного інституту. У 1960—1970-х роках працював у редакціях газет Вінницької і Хмельницької областей. Від 1978 року редактор газети «Прапор Жовтня» (від 1991 року — «Край Кам'янецький»).

## Творчість
Книги
- 1991 — «Покаяння»;
- 1992 — «Репресовані безвинно», «Судний день»;
- 1995 — «Цей неприборканий Яхієв», «Вогняне піке»;
- 1996 — «В чеканні весни», «Острів любові»;
- 1997 — «Березневий грім»;
- 1998 — «Довга дорога вночі»;
- 2008 — «Розрив-трава на лютих перехрестях»;
- 2014 — «Михайло Савенко: час і доля»;
- 2018 — «Грози над териконами».

## Премії, нагороди
- Республіканська премія імені Ярослава Галана (1990).
- Міська премія імені Микити Годованця (1995) за повість «За Колимою сонце сходить».
- Обласна літературна премія імені Микити Годованця (1996) за книги «Судний день» і «Репресовані безвинно».
- Республіканська літературна премія імені Юрія Яновського за найкращі новелістичні твори 1997 року.
- Премія «Золоте перо» Національної спілки журналістів України (2001).
- 17 липня 2001 року — орден «За заслуги» третього ступеня.